# Iris von Kluge
Iris von Kluge (* 1965 in Wiesbaden) ist eine deutsche Schauspielerin und Synchronsprecherin.

## Leben
Kluge wurde von 1985 bis 1987 an der Hochschule für Musik und Darstellende Kunst Frankfurt am Main ausgebildet. 1988 wurde sie Ensemblemitglied der Volksbühne am Rosa-Luxemburg-Platz. Ab 1992 wurde sie auch fürs Fernsehen engagiert. Ab 1996 spielte sie die Streetworkerin Jutta Brandt in der Fernsehserie Freunde fürs Leben. 2005 erhielt sie den Bensheimer Theaterpreis.
Seit 2017 ist sie auch als Synchronsprecherin tätig.

## Filmografie (Auswahl)
- 1992: Zärtliche Erpresserin
- 1996: Wolffs Revier (Fernsehserie, eine Folge)
- 1996: Max Wolkenstein (Fernsehserie, eine Folge)
- 1997: Null Risiko und Reich
- 1997: Not a Love Song
- 1998: Ein Mord für Quandt (Fernsehserie, eine Folge)
- 1996–2001: Freunde fürs Leben (Fernsehserie, 30 Folgen)
- 2001: Ich kämpfe solange du lebst
- 2001: Das Schneeparadies
- 2002: Dr. Sommerfeld – Neues vom Bülowbogen (Fernsehserie, eine Folge)
- 2002: Alphateam – Die Lebensretter im OP (Fernsehserie, eine Folge)
- 2003: Streit um drei (Fernsehserie, eine Folge)
- 2003: Abschnitt 40 (Fernsehserie, eine Folge)
- 2004: Für alle Fälle Stefanie (Fernsehserie, eine Folge)
- 2004/2007: Im Namen des Gesetzes (Fernsehserie, 2 Folgen)
- 2012: Bella Block: Der Fahrgast und das Mädchen
- 2013: Art Girls
- 2020: SOKO Wismar (Fernsehserie, eine Folge)